# Hrvatski dan nepušenja
Hrvatski dan nepušenja – dan bez duhanskog dima, obilježava se na prvi dan korizme.

## Povijest
Nacionalni Dan bez duhanskog dima je dan kojim se želi potaknuti pušače na prestanak pušenja, a prema modelu koji se provodi i u drugim zemljama kojim se nastoji potaknuti pušače da ne zapale cigaretu 24 sata i uvide da to nije nemoguće. Zbog utjecaja katolicizma u Hrvatskoj odlučeno je da taj dan bude uvijek na prvi dan korizme, budući je to razdoblje kad velik broj ljudi razmišlja o odricanju od nečega u čemu uživaju tijekom godine. To je prilika da pušači razmisle o svojoj ovisnosti o cigaretama, a da im nepušači pomognu da se odreknu cigareta čitavo vrijeme korizme te da nakon toga zauvijek ostanu nepušači.